# Argonautenproteine

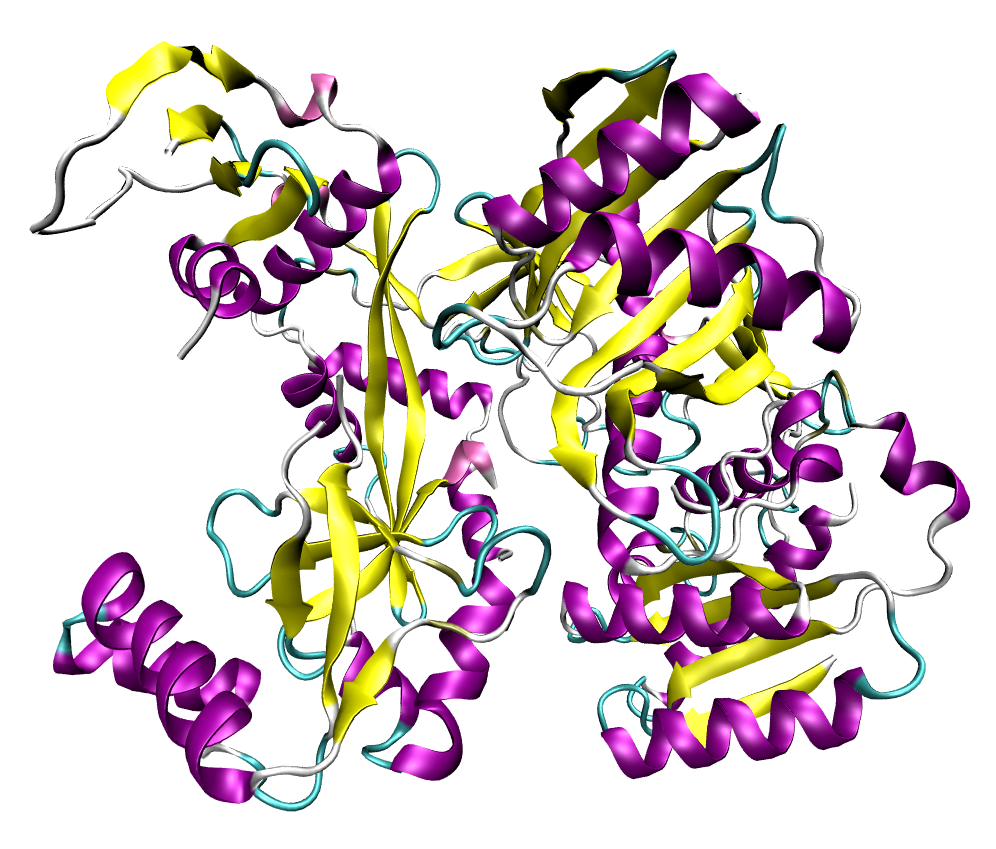
Ein Argonautenprotein aus Pyrococcus furiosus.

Argonautenproteine (AGO) sind eine Familie von Proteinen, deren Vertreter evolutionär stark konserviert sind. Sie kommen in fast allen Organismen vor, wo sie eine wichtige Rolle in der Aktivierung und Regulation von Genen spielen. Vertreter der AGO-Familie sind an dem posttranskriptionellen Gen-Silencing (PTGS) beteiligt, wozu die RNA-Interferenz (RNAi) und der durch microRNA bedingte mRNA-Abbau zählt. Pathogene Varianten in Genen, welche für zwei der Argonautenproteine kodieren, AGO1 und AGO2, wurden als Ursache seltener neurologischer Entwicklungsstörungen, die durch verzögerte motorische Entwicklung, Krampfanfälle, Sprach- und Verständnisprobleme sowie kognitive Beeinträchtigungen gekennzeichnet sind, identifiziert.

## Aufbau
Argonautenproteine sind überwiegend basische Proteine und bestehen aus zwei funktionellen Domänen, PAZ und PIWI; Gesamtmasse ungefähr 100 kDa. Die PAZ-Domäne besteht aus 130 Aminosäuren und kann auch im Protein Dicer gefunden werden. Sie bindet die targetierende si/miRNA und dient evtl. auch als Protein-Protein-Interaktions-Domäne zur Endonuclease Dicer.
Die C-terminale PIWI-Domäne hat die Mg2+-abhängige Endonucleaseaktivität gegen die zu schneidende Substrat-mRNA.

## Einteilung
Eine Einteilung von Argonautenproteinen erfolgt aufgrund von Übereinstimmungen in der Protein-Sequenz in drei Klassen:
- Argonaute-like-Proteins → ähnelt dem Arabidopsis thaliana-Protein AGO1
- PIWI-like-Proteins → starke Verwandtschaft mit PIWI-Protein aus Drosophila melanogaster
- group-3-Argonautes → kürzlich entdeckte Gruppe von Argonautenproteinen in Caenorhabditis elegans

Argonautenproteine sind Bestandteil des sogenannten RNA-induced-silencing-complex (RISC), welcher bei der RNA-Interferenz eine zentrale Rolle spielt. Ago2 bindet die Small-interfering-RNA-Anteil (siRNA) oder micro-RNA (miRNA) und schneidet zunächst deren nicht-targetierenden Komplementärstrang, sodass eine einzelsträngige siRNA/miRNA entsteht. Nach erfolgreicher Bindung schneidet das Argonautenprotein über eine Endonuklease-Aktivität die Substrat-mRNA. Andernfalls wird die Translation der Substrat-mRNA nur blockiert, wofür keine Endonuklease-Aktivität benötigt wird. Bevor die siRNA binden kann, bilden Argonautenproteine Komplexe mit DICER, in einer Maximalbeschreibung liegen DICER, TRBP, Ago2 und weitere Proteine als Proteinkomplex des RISC vor. Nach Schnitt der Ausgangs-dsRNA zur siRNA bzw. pre-miRNA dissoziiert DICER vom nun aktiven RISC.
Je nach Organismus codiert das Genom 5 (z. B. Taufliegen), 8 (z. B. Mensch) oder sogar bis zu 27 (z. B. Caenorhabditis elegans) Argonautenproteine.
Es gibt jedoch auch Organismen, wie z. B. den Parasiten Trypanosoma cruzi, die im Laufe der Evolution ihre gesamte RNAi-Maschinerie abgelegt haben und nur noch katalytisch inaktive AGO-Proteine besitzen.